# Daniel Lück
Daniel Lück (Oberkochen, Alemania, 18 de mayo de 1991) es un exfutbolista alemán. Jugaba de arquero y su último equipo fue el Sturm Graz de la Bundesliga de Austria.

## Clubes
| Club            | País     | Año         | PJ | Goles |
| --------------- | -------- | ----------- | -- | ----- |
| Hoffenheim II   | Alemania | 2010 - 2012 | 15 | 0     |
| SC Paderborn 07 | Alemania | 2012 - 2015 | 11 | 0     |
| Energie Cottbus | Alemania | 2015 - 2016 | 23 | 0     |
| Sturm Graz      | Austria  | 2016 - 2017 | 4  | 0     |